# Мюфтия
Мюфтията е висш ислямски духовник, религиозен водач на мюсюлманска общност.
Религиозните мюсюлмани го считат за върховен авторитет в познаването и тълкуването на ислямската вяра и практика. Всички мюфтии задълбочено познават Корана и са едни от малкото лица, които имат официалното право да го тълкуват.
По законите на шериата мюфтиите имат и съдийски правомощия, както по времето на Османското владичество в България.
На 8 декември 1910 г. в София е бил свикан събор за избор на първия главен мюфтия. За тази важна и отговорна длъжност в резултат на проведеното гласуване Ходжазаде Мехмед Мухиддин ефенди получава 25 от 34-те гласа и бива избран за първи главен мюфтия в историята на мюсюлманите в България.